# La Pommeraye (Calvados)
La Pommeraye è un comune francese di 44 abitanti situato nel dipartimento del Calvados nella regione della Normandia.

## Società

### Evoluzione demografica
Abitanti censiti